# Uinszkojei járás

Az Uinszkojei járás a Permi határterületen

Az Uinszkojei járás (oroszul Уинский район) Oroszország egyik járása a Permi határterületen. Székhelye Uinszkoje.

## Népesség
- 2002-ben 13 360 lakosa volt, melynek 63,9%-a orosz, 33,4%-a tatár.
- 2010-ben 11 444 lakosa volt, melyből 7 312 orosz, 3 793 tatár, 118 baskír stb.